# Powstanie arabskie (1916–1918)
Powstanie arabskie (rewolta arabska) 1916–1918 (arab. الثورة العربية, As-Saura al-arabijja) – powstanie wywołane w trakcie I wojny światowej przez szarifa Mekki, Husajna ibn Alego, w celu uniezależnienia się od Imperium Osmańskiego i utworzenia jednolitego państwa arabskiego, które miało obejmować tereny od Aleppo w Syrii po Aden w Jemenie.
Wspierana przez Ententę rewolta rozpoczęła się w czerwcu 1916 r. atakiem na turecki garnizon Mekki, a zakończyła w październiku 1918 r. zajęciem przez buntowników Damaszku i Aleppo. Siły powstańcze, przeprowadzając akcje partyzanckie za linią frontu, związały część osmańskiego wojska i pomogły gen. Edmundowi Allenby’emu w podboju Palestyny. Po zakończeniu wojny interesy kolonialne Francji i Imperium brytyjskiego nie pozwoliły jednak na pełną realizację niepodległościowych ambicji Arabów.

## Geneza
Rządy postępowych młodoturków w Imperium Osmańskim obudziły świadomość narodową arabskiej inteligencji, która zaczęła domagać się udziału w budowie nowoczesnego Bliskiego Wschodu. W 1911 r. grupa syryjskich działaczy utworzyła organizację Al-Fatat, której postulatem była przebudowa Imperium Osmańskiego w państwo turecko-arabskie. Jej dążenia spotkały się jednak ze sprzeciwem władz i doprowadziły do prześladowań arabskich nacjonalistów. W 1915 r., kiedy pod kierunkiem osmańskiego gubernatora Syrii Dżemala Paszy, represje przybrały na sile (od 1915 do 1916 kilkuset arabskich działaczy zostało aresztowanych, deportowanych, poddanych torturom, kilkudziesięciu skazano na śmierć), członkowie arabskich organizacji niepodległościowych, w tym pozostali na wolności działacze Al-Fatat poprosili szarifa Husajna ibn Alego (Haszymitę, który z ramienia Turcji rządził Hidżazem) o wywołanie powstania przeciwko Imperium.
Husajn już od jesieni 1914 r. prowadził z brytyjskim ministrem wojny, lordem Kitchenerem, rozmowy na temat rozpoczęcia buntu w Arabii. Rokowania te nabrały rozpędu w następnym roku, kiedy szarif zrozumiał, że osmański rząd planuje się go pozbyć. W zamian za poparcie wysiłków Ententy w wojnie z Turcją, Husajn zażądał dla siebie niepodległego państwa, obejmującego większość arabskiego Bliskiego Wschodu. W imieniu rządu brytyjskiego, Wysoki Komisarz w Egipcie sir Henry McMahon, przyrzekł Arabom te terytoria, zastrzegając jednak, że ostateczne granice zostaną ustalone wraz z pozostałymi sojusznikami dopiero po zakończeniu wojny. Mimo tych obietnic, 16 maja 1916 r. rządy Wielkiej Brytanii i Francji podpisały tajną umowę Sykes-Picot o podziale Imperium Osmańskiego między własne strefy wpływów.

## Przebieg
Ogłoszone przez Husajna i jego synów powstanie wybuchło między 5 a 10 czerwca 1916 r. W pierwszych jego tygodniach Arabowie wspierani przez Brytyjczyków zdobyli Mekkę i At-Ta’if oraz porty nad Morzem Czerwonym: Dżuddę, Rabigh i Janbu. Wojska szarifa opierały się jednak głównie na niewyszkolonych, pozbawionych nowoczesnego sprzętu i skłóconych między sobą plemionach Beduinów, które w wielu przypadkach swoją służbę uzależniały od wypłacanego im żołdu. Ich atak na kilkunastotysięczny, wspierany przez lotnictwo i artylerię, garnizon Medyny zakończył się fiaskiem. Dowodzący jego obroną Fakri Pasza mógł teraz zagrozić Mekce i spacyfikować powstanie. Zmusiło to państwa Ententy do zwiększenia aktywności w Arabii.
Haszymici nie godzili się jednak na obecność chrześcijańskich wojsk w głębi Hidżazu. Wobec tego, pod koniec lata, Francuzi skierowali do Arabii podpułkownika Brémonda z zadaniem stworzenia oddziału składającego się z muzułmanów pochodzących z francuskich kolonii. Natomiast Brytyjczycy w połowie października wysłali z rozpoznawczą misją do Dżuddy Ronalda Storrsa, któremu towarzyszył T.E. Lawrence, młody kapitan kairskiego Wydziału Wywiadu. Za zgodą Abd Allaha, syna Husajna, Lawrence odbył podróż w głąb Hidżazu, by bezpośrednio zapoznać się z panującą tam sytuacją. Wyprawa przekonała go, że Wielka Brytania nie powinna wysyłać do Arabii własnych oddziałów, a jedynie wesprzeć powstańców (ze szczególnym uwzględnieniem Fajsala, trzeciego z synów szarifa) logistycznie i finansowo w ich działaniach partyzanckich. Propozycja Lawrence’a spotkała się z uznaniem brytyjskiego dowództwa w Kairze. Wkrótce ponownie wysłano go do Hidżazu, tym razem już w roli doradcy wojskowego przy sztabie emira Fajsala.

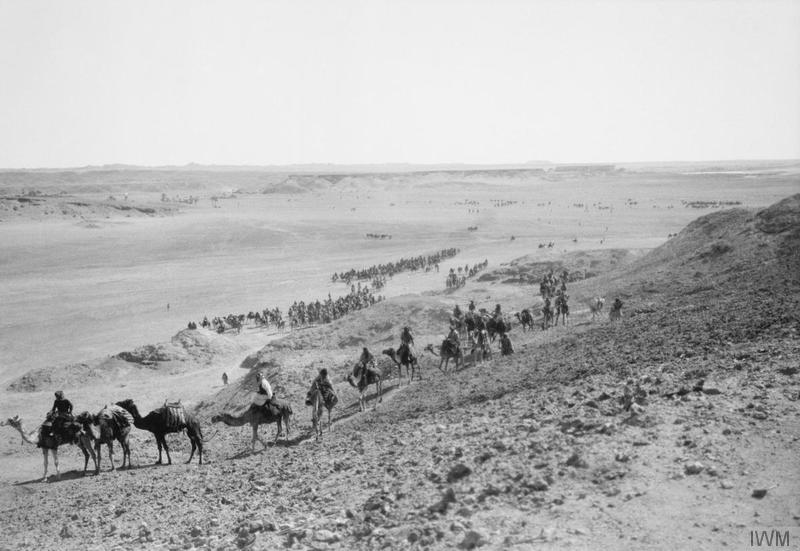
Wojska Fajsala wkraczają do Wadżh w obiektywie T.E. Lawrence’a

Brytyjczycy namawiali Arabów na zajęcie Al-Wadżh – portu nad Morzem Czerwonym usytuowanego na północ od Medyny. Mógł on bowiem pełnić funkcję bazy dla wypadów na Kolej Hidżaską i inne połączenia między Lewantem a tureckim garnizonem Medyny. Fajsal myślał o tym manewrze już wcześniej, ale nie chciał przerzucać swojego wojska daleko od narażonej na napaść Mekki. Ze względu na naciski sprzymierzeńców ustąpił i w styczniu 1917 r. powstańcy zdobyli Al-Wadżh. Przy udziale Lawrence’a i innych brytyjskich oficerów podjęli niebawem ataki na kolej – wysadzali pociągi i tory oraz przerywali linie telegraficzne. Te działania uniemożliwiały do końca wojny ofensywne wykorzystanie osmańskich jednostek stacjonujących w Medynie.
Wiosną 1917 r. Lawrence wraz z wodzem Audą abu Taji wyruszył z Arabii na czele niewielkiej gromady Beduinów. Oddział ten wyłonił się z pustyni daleko na północy i zaskoczył Turków atakiem na leżący nad północną zatoką Morza Czerwonego port Akaba, który poddał się 6 lipca. Zaopatrywane przez Akabę wojska powstańcze mogły teraz rozszerzyć swoją działalność na Syrię i zapewnić wsparcie Brytyjczykom walczącym w Palestynie. Oddziały Fajsala (mianowanego generałem) znalazły się od tej pory pod komendą Edmunda Allenby’ego, nowego dowódcy brytyjskiego korpusu w Egipcie. Rebelianci, zasileni przez arabskich jeńców i dezerterów z armii osmańskiej, stanowili teraz prawe skrzydło nacierających na Palestynę wojsk Ententy i (mimo wcześniejszych wątpliwości wielu Brytyjczyków) udowodnili swoją wartość bojową w konwencjonalnych starciach z Turkami.
We wrześniu 1918 r. siły arabskie wzięły udział w bitwie pod Megiddo, która zakończyła się całkowitym rozbiciem przez Allenby’ego wojsk osmańskich gen. von Sandersa. Buntownicy przerywali tureckie linie komunikacyjne oraz znosili oddziały wroga wycofujące się przed brytyjską ofensywą. Wkrótce osmańska załoga opuściła Damaszek, a władzę nad miastem przejęli jego arabscy mieszkańcy, którzy nad ranem 1 października powitali wkraczającą jednostkę australijskiej kawalerii. Kilka godzin później do miasta wjechał Lawrence wraz z przedstawicielami Fajsala. Dopiero teraz Arabów oficjalnie poinformowano o założeniach umowy Sykes-Picot. Aby zapobiec przejęciu przez Francuzów Libanu, powstańcy 5 października zaatakowali i zdobyli Bejrut, lecz – ze względu na presję Brytyjczyków – musieli go opuścić. 25 października rebelianci zajęli Aleppo, a pięć dni później Turcja podpisała zawieszenie broni.

## Skutki

Flaga arabskiej rewolty

Po zakończeniu wojny niepodległość uzyskały ludy zamieszkujące Półwysep Arabski, gdzie szarif Husajn sprawował suwerenną władzę nad Królestwem Hidżazu. Inaczej sytuacja przedstawiała się na północy: mimo rokowań prowadzonych przez Fajsala i Lawrence’a w ramach konferencji pokojowej w Paryżu oraz stoczonej przez emira wojny, na mocy traktatu w Sèvres Liban i Syria znalazły się pod rządami Francji, a Mezopotamia i Palestyna we władaniu Zjednoczonego Królestwa. Dopiero bunty arabskiej ludności zmusiły Brytyjczyków do zmiany polityki wobec Bliskiego Wschodu. Po konferencji w Kairze w 1921 r. Fajsal został królem częściowo niepodległego Iraku, a jego brat Abd Allah władcą Transjordanii. W latach 1924–25 siły Abd al-Aziza ibn Sauda zajęły Hidżaz, usunęły z tronu króla Alego ibn Husajna i z przyzwoleniem Brytyjczyków zakończyły władzę Haszymitów w tym regionie.